# Eulàlia Cistaré i Oviedo
Eulàlia Cistaré i Oviedo   (Barcelona, 1947), coneguda com a Lali Cistaré, és una narradora catalana. El 1991 va guanyar el Premi Recull.

## Obres destacades

### Narracions
- La burra espatllada (1981)
- Ja no queden oliveres (1987)
- Com els testos a les olles (1992), adaptada per al teatre el 1996

### Novel·les
- Ngolo Ngolo al país dels baobabs (1992)
- Bouquet imperial (1999).